# کریستوفر فرون
کریستوفر فرون (انگلیسی: Christophe Ferron؛ زادهٔ ۲۷ اکتبر ۱۹۷۰) بازیکن فوتبال اهل فرانسه است.
از باشگاه‌هایی که در آن بازی کرده‌است می‌توان به باشگاه فوتبال لوریان اشاره کرد.